# لیگ آزادگان ۸۵–۱۳۸۴
لیگ آزادگان ۸۵–۱۳۸۴ پانزدهمین دوره مسابقات دسته اول فوتبال ایران (جام آزادگان) می‌باشد.

## جدول

### گروه الف
| رتبه | تیم         | بازی | برد | مساوی | باخت | گل زده | گل خورده | گل تفاضل | امتیاز | صعود یا سقوط     |
| ---- | ----------- | ---- | --- | ----- | ---- | ------ | -------- | -------- | ------ | ---------------- |
| ۱    | پگاه گیلان  | ۲۲   | ۱۵  | ۳     | ۴    | ۴۲     | ۱۲       | ۳۰+      | ۴۸     | مرحله دوم        |
| ۲    | تراکتورسازی | ۲۲   | ۱۴  | ۵     | ۳    | ۳۳     | ۱۶       | ۱۷+      | ۴۷     | پلی آف مرحله دوم |
| ۳    | هما         | ۲۲   | ۱۴  | ۵     | ۳    | ۳۰     | ۱۶       | ۱۴+      | ۴۷     | پلی آف مرحله دوم |
| ۴    | عقاب        | ۲۲   | ۸   | ۸     | ۶    | ۲۸     | ۲۶       | ۲+       | ۳۲     |                  |
| ۵    | صنایع اراک  | ۲۲   | ۸   | ۵     | ۹    | ۳۰     | ۳۴       | ۴−       | ۲۹     |                  |
| ۶    | کشت و صنعت  | ۲۲   | ۷   | ۷     | ۸    | ۲۹     | ۳۲       | ۳−       | ۲۸     |                  |
| ۷    | نیروی زمینی | ۲۲   | ۶   | ۸     | ۸    | ۲۵     | ۳۰       | ۵−       | ۲۶     |                  |
| ۸    | شهاب زنجان  | ۲۲   | ۷   | ۴     | ۱۱   | ۲۵     | ۳۲       | ۷−       | ۲۵     |                  |
| ۹    | دیهیم اهواز | ۲۲   | ۶   | ۶     | ۱۰   | ۲۸     | ۳۱       | ۳−       | ۲۴     |                  |
| ۱۰   | اکباتان     | ۲۲   | ۴   | ۹     | ۹    | ۲۰     | ۲۸       | ۸−       | ۲۱     | پلی آف سقوط      |
| ۱۱   | نوژن ساری   | ۲۲   | ۴   | ۸     | ۱۰   | ۱۲     | ۲۲       | ۱۰−      | ۲۰     | پلی آف سقوط      |
| ۱۲   | ایران‌جوان   | ۲۲   | ۳   | ۴     | ۱۵   | ۱۹     | ۴۴       | ۲۵−      | ۱۳     | سقوط به دسته دو  |

### گروه ب
| رتبه | تیم                  | بازی | برد | مساوی | باخت | گل زده | گل خورده | گل تفاضل | امتیاز | صعود یا سقوط    |
| ---- | -------------------- | ---- | --- | ----- | ---- | ------ | -------- | -------- | ------ | --------------- |
| ۱    | مس کرمان             | ۲۲   | ۱۲  | ۷     | ۳    | ۳۰     | ۱۳       | ۱۷+      | ۴۳     | مرحله دوم       |
| ۲    | پیکان                | ۲۲   | ۱۱  | ۷     | ۴    | ۲۸     | ۱۱       | ۱۷+      | ۴۰     | مرحله دوم       |
| ۳    | صنعت نفت             | ۲۲   | ۱۱  | ۵     | ۶    | ۲۷     | ۱۴       | ۱۳+      | ۳۸     |                 |
| ۴    | شاهین بوشهر          | ۲۲   | ۱۱  | ۲     | ۹    | ۳۰     | ۲۸       | ۲+       | ۳۵     |                 |
| ۵    | مقاومت مرصاد         | ۲۲   | ۱۰  | ۴     | ۸    | ۲۸     | ۲۵       | ۳+       | ۳۴     |                 |
| ۶    | سرخپوشان دلوار افزار | ۲۲   | ۸   | ۷     | ۷    | ۲۷     | ۲۴       | ۳+       | ۳۱     |                 |
| ۷    | پگاه                 | ۲۲   | ۵   | ۱۲    | ۵    | ۲۴     | ۲۱       | ۳+       | ۲۷     |                 |
| ۸    | استقلال کیش          | ۲۲   | ۷   | ۴     | ۱۱   | ۲۵     | ۳۲       | ۷−       | ۲۵     |                 |
| ۹    | ماشین سازی تبریز     | ۲۲   | ۶   | ۷     | ۹    | ۲۱     | ۳۶       | ۱۵−      | ۲۵     |                 |
| ۱۰   | پیام مشهد            | ۲۲   | ۶   | ۶     | ۱۰   | ۲۱     | ۳۰       | ۹−       | ۲۴     |                 |
| ۱۱   | برق تهران            | ۲۲   | ۵   | ۶     | ۱۱   | ۱۹     | ۲۵       | ۶−       | ۲۱     | سقوط به دسته دو |
| ۱۲   | شهرداری لنگرود       | ۲۲   | ۲   | ۶     | ۱۴   | ۱۷     | ۳۹       | ۲۲−      | ۱۲     | سقوط به دسته دو |

## پلی آف مرحله دوم
۱ ژوئن، ورزشگاه نقش جهان، اصفهان
| تیم ۱ | نتیجه          | تیم ۲       |
| ----- | -------------- | ----------- |
| هما   | ۰–۰(۵–۴)پنالتی | تراکتورسازی |

## مرحله دوم
بازی رفت در ۲۶ می ۲۰۰۶ در ورزشگاه ایران‌خودرو؛ بازی برگشت ۲ ٰوئن ۲۰۰۶ در ورزشگاه عضدی:
| تیم ۱ | نتیجه‌نهایی | تیم ۲ | بازی رفت | بازی برگشت |
| ----- | ---------- | ----- | -------- | ---------- |
| پیکان | ۳–۲        | پگاه  | ۲–۱      | ۱–۱        |

 پیکان صعود به فصل ۸۶–۱۳۸۵لیگ برتر.
بازی رفت در ۲ ژوئن ۲۰۰۶ در ورزشگاه کیانی؛ بازی برگشت در ۱۱ ژوئن در ورزشگاه هما:
| تیم ۱    | نتیجه‌نهایی | تیم ۲ | بازی رفت | بازی برگشت |
| -------- | ---------- | ----- | -------- | ---------- |
| مس کرمان | ۴–۲        | هما   | ۳–۱      | ۱–۱        |

 مس کرمان صعود به فصل ۸۶–۱۳۸۵لیگ برتر.

### نهایی
بازی رفت در ۱۸ ژوئن ۲۰۰۶ در ورزشگاه کیانی:
| تیم ۱    | نتیجه‌نهایی | تیم ۲ | بازی رفت | بازی برگشت |
| -------- | ---------- | ----- | -------- | ---------- |
| مس کرمان | انصراف۱    | پیکان |          |            |

۱ بر اساس اعلام قبلی روز ۱۸ ژوئن ۲۰۰۶ در شهر کرمان مابین تیم‌های مس کرمان و پیکان تهران برگزار می‌شد که تیم پیکان مقابل تیم مس کرمان حاضر نشد.

## پلی آف سقوط
۲۱ می، ورزشگاه نقش جهان، اصفهان
| تیم ۱   | نتیجه          | تیم ۲       |
| ------- | -------------- | ----------- |
| اکباتان | ۰–۰(۳–۲)پنالتی | دیهیم اهواز |

 دیهیم اهواز سقوط به لیگ دسته دو.

## گلزنان برتر
۱۵
- حسین عبدی (شهرداری اراک)

۱۳
- بابک حاتمی (مس کرمان)